# Ninken japán császár
Ninken császár (仁賢天皇,Hepburn-átírás: Ninken-tennō ()) volt Japán 24. császára a hagyományos öröklési sorrend szerint. Nincsenek pontos adatok arra vonatkozóan, hogy mikor élt és uralkodott, de a hagyomány szerint 488 és 498 közé tehető az uralkodásának ideje.

## Élete
Úgy tartják, hogy Ninken császár az 5. század végén uralkodott Japánban, de erről és magáról az uralkodóról is kevés információ ismert. Tanulmányok és egyéb hiányos források találhatóak csak az életéről. Fiatal korában Ojoke hercegként volt ismert. Öccsével, Voke herceggel együtt nagy szerepet szántak nekik, mikor Szeinei császár jogos örökös nélkül meghalt. A két fiatal herceg Ricsü császár unokái voltak. A két testvér közül az egyiknek kellett hát trónra lépnie Szeinei örököseként. Voke bátyját akarta a trónra, aki ezt azonban visszautasította. Sokáig nem tudtak megegyezni egymással, míg végül Voke elfogadta a trónt és Kenzö császár néven a 23. uralkodója lett Japánnak. Ez megkönnyebbülést jelentett azoknak az embereknek, akik nehezen viselték a bizonytalanság idejét, amikor nem volt kinevezve a császár.

## Uralkodása
Miután Kenzö császár kétévnyi uralkodás után meghalt, bátyja vette át a helyét a trónon, Ninken császár néven. A maga korában Ninken rangja nem tennó lett volna, mivel a legtöbb történész szerint a rang nem létezett Tenmu császár és Dzsitó császárnő uralkodásáig. Ehelyett valószínűleg Szumeramikoto, vagy Amenosita Sirosimeszu Ókimi (治天下大王) volt, melynek jelentése: „A nagy király, aki mindent ural a mennyek alatt”. Egy másik változat szerint Ninkenre Jamató Ókimiként (ヤマト大王/大君), azaz a Jamató nagy királyaként is hivatkozhattak. Ninken császár feleségül vette Jürjaku császár lányát, Kaszuga no Ōiracume no Himemikót, aki a másodunokatestvére volt. Közös lányuk, Tasira később hozzáment Keitaihoz, gyermekük pedig Kinmei lett. Ninkent fia, Burecu császár követte a trónon.
Ninken császár sírjának helye ismeretlen, tiszteletére egy sintó szentélyt (miszaszagi) állítottak (Oszaka). 
A Császári Udvari Hivatal (IHA) jelölte ki ezt a helyet Ninken mauzóleumának. Hivatalos megnevezése Hanjū no Szakamoto no miszaszagi.

## Fordítás
- Ez a szócikk részben vagy egészben  az   Emperor Ninken című angol Wikipédia-szócikk fordításán alapul.  Az eredeti cikk szerkesztőit annak laptörténete sorolja fel. Ez a jelzés csupán a megfogalmazás eredetét és a szerzői jogokat jelzi, nem szolgál a cikkben szereplő információk forrásmegjelöléseként.